# 안지영
안지영(한국 한자: 安智煐, 1995년 9월 14일~)은 대한민국의 가수이다. 인디 밴드 볼빨간사춘기의 멤버이다. 2014년 오디션 프로그램 《슈퍼스타K 6》에 처음 출연하였고 2016년 4월 Half Album RED ICKLE을 통해 정식으로 데뷔하였다.

## 학력
- 영주동부초등학교 (졸업)
- 동산여자중학교 (졸업)
- 영주여자고등학교 (졸업)
- 성신여자대학교 현대실용음악과 (재학)

## 수상
- 2020 제12회 멜론뮤직어워드 장르상 인디부문
- 2020 제9회 가온차트 뮤직 어워즈 디지털음원부문 올해의 가수상 4월
- 2019 엠넷 아시안 뮤직 어워즈 베스트 보컬 퍼포먼스 그룹
- 2019 멜론 뮤직 어워드 TOP 10
- 2019 제8회 가온차트 뮤직어워즈 디지털음원부문 올해의 가수상 5월
- 2019 제33회 골든디스크 어워즈 디지털음원부문 본상
- 2018 멜론 뮤직 어워드 TOP 10
- 2018 제27회 하이원 서울가요대상 본상
- 2018 제32회 골든디스크 시상식 디지털음원 본상
- 2017 멜론 뮤직 어워드 TOP 10
- 2017 제14회 한국대중음악상 올해의 노래상
- 2017 엠넷 아시안 뮤직 어워즈 베스트 보컬 퍼포먼스 그룹

## 출연 작품

### 예능
- MBC 《복면가왕》 - 시간을 달리는 토끼 (2016)
- MBC 《마이 리틀 텔레비전》 (2017)
- MBC 에브리원 《주간 아이돌》 (2017)
- SBS 《런닝맨》 (2020)
- MBC 《라디오스타》 (2020)
- tvn 《온앤오프》(2020)
- SBS 《꼬리에 꼬리를 무는 그날 이야기》(2022)
- MBC 《송스틸러》(2024)
- JTBC 《아는형님》(2025)